# Survival (Eminem)
Survival è un singolo del rapper statunitense Eminem, pubblicato l'8 ottobre 2013 come secondo estratto dall'ottavo album in studio The Marshall Mathers LP 2.
Il ritornello è cantato da Liz Rodrigues dei New Royales, sebbene non venga accreditata esplicitamente nella copertina del singolo. La canzone ha debuttato il 14 agosto 2013 per promuovere il trailer multiplayer del videogioco Call of Duty: Ghosts.

## Pubblicazione
Il brano è stato utillizzato all'interno del gioco Call of Duty: Ghosts. Questa è la terza volta che un brano di Eminem viene utilizzato per promuovere un gioco di Call of Duty, dopo Till I Collapse nel trailer di Call of Duty: Modern Warfare 2 e Won't Back Down nel trailer di Call of Duty: Black Ops.

## Video musicale
Il video musicale è stato pubblicato anch'esso l'8 ottobre 2013, attraverso il canale YouTube del rapper.

## Tracce
1. Survival – 4:34